# Série 3400 da CP

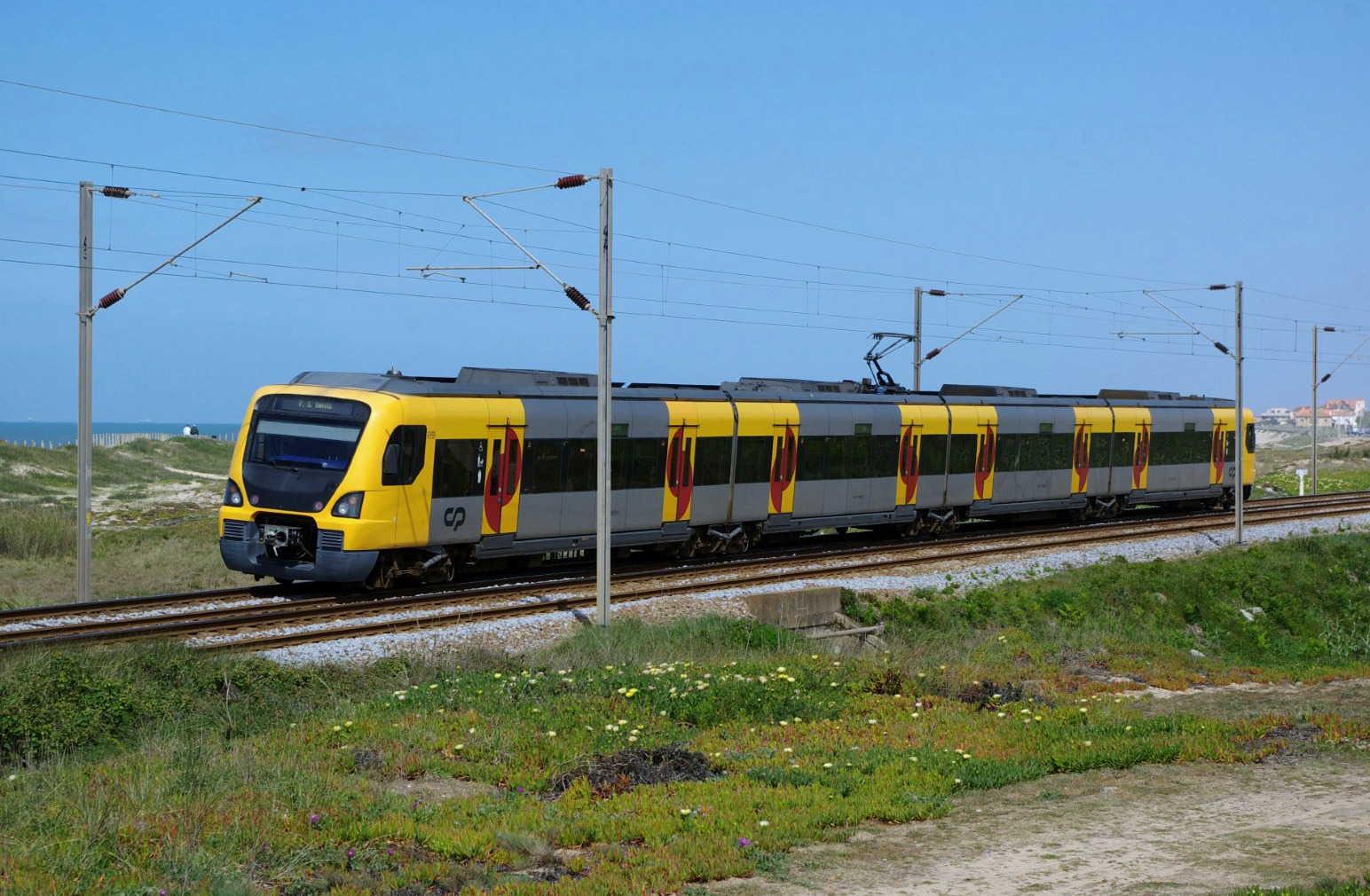
Automotora da Série 3400 perto de Espinho.

A Série 3400 (3401-3434 e 3451-3484), também conhecida como UME 3400 e Viriatus, é um tipo de automotora a tracção eléctrica, ao serviço da CP Porto (unidade de negócio dedicada ao serviço urbano do Grande Porto da operadora Comboios de Portugal). Formada por 34 unidades, foram inicialmente projetadas para prestarem serviço na Unidade de Suburbanos do Grande Porto e na Linha de Cascais, tendo entrado ao serviço em 2002.

## Descrição

### Composição, motores e bogies

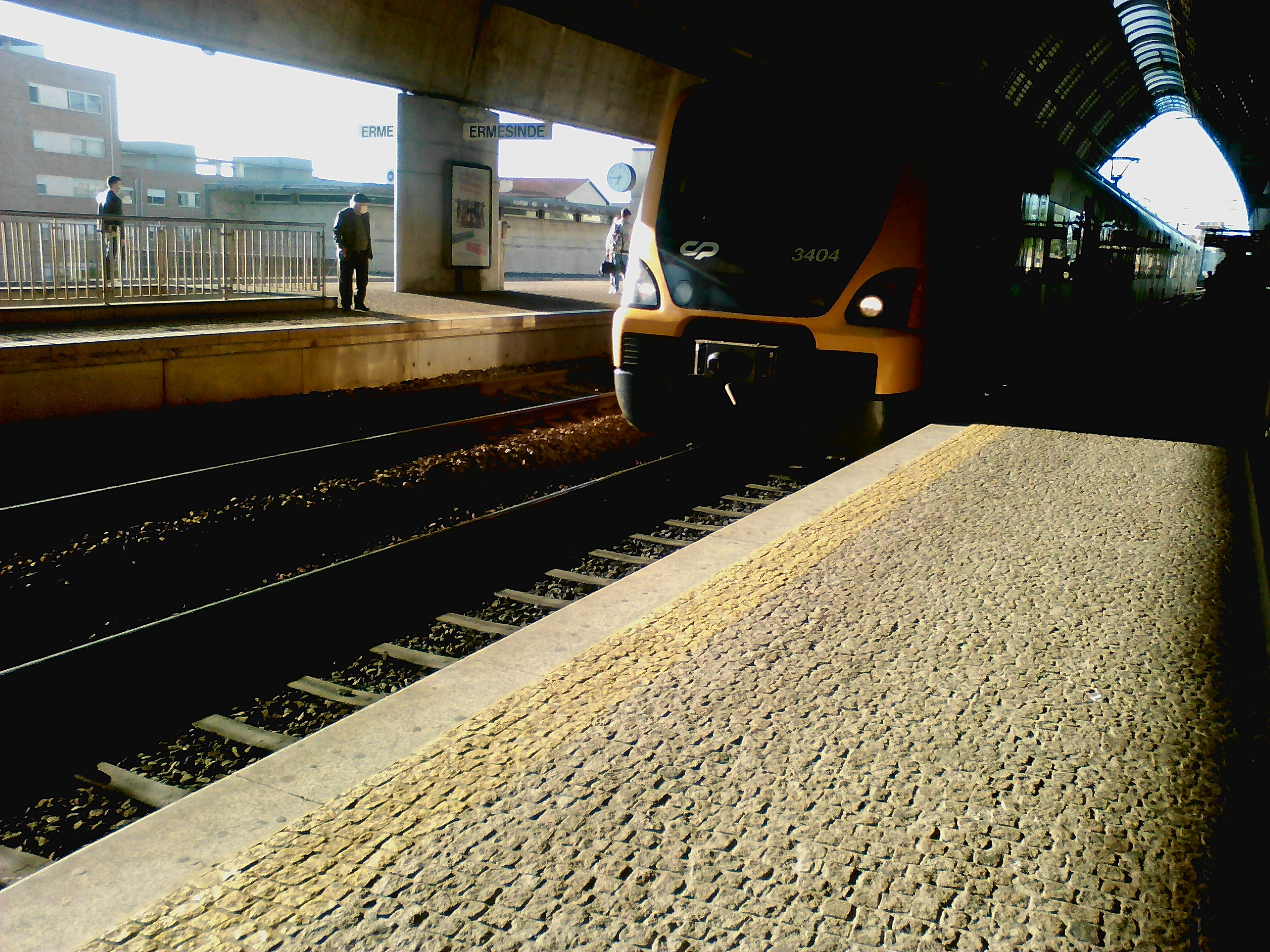
Automotora UQE 3404 Ermesinde 15/04/2022

Cada automotora é uma unidade múltipla eléctrica, formada por quatro veículos, que estão ligados de forma articulada, sobre cinco bogies. Os três bogies centrais são motores, do tipo Jacob, enquanto que os outros dois são reboques. O sistema modular dos bogies permite uma fácil alteração da distância entre os rodados, para poder circular noutras bitolas. A suspensão primária é constituída por molas de tipo helicoidal, enquanto que a secundária utiliza esferas pneumáticas com ajuste automático de pressão. O acesso entre os veículos é assegurado por um corredor. Cada veículo conta com duas portas para o exterior em cada lado, formando cada porta, quando aberta, um espaço livre com uma largura de 1400 mm. Estas automotoras são bidireccionais, possuindo uma cabina em cada extremidade Podem-se acopular duas-a-duas.
Utiliza tracção a energia eléctrica, que obtém de uma linha aérea através de pantógrafos; a tensão utilizada é de 25 kV 50 Hz. Com uma potência de 1400 kW, cada automotora dispõe de seis motores assíncronos trifásicos, arrefecidos por ar, e controlados por inversores equipados com semicondutores do tipo IGBT. A transmissão está directamente ligada aos motores.

### Caixa metálica, interiores e sistemas de apoio ao cliente

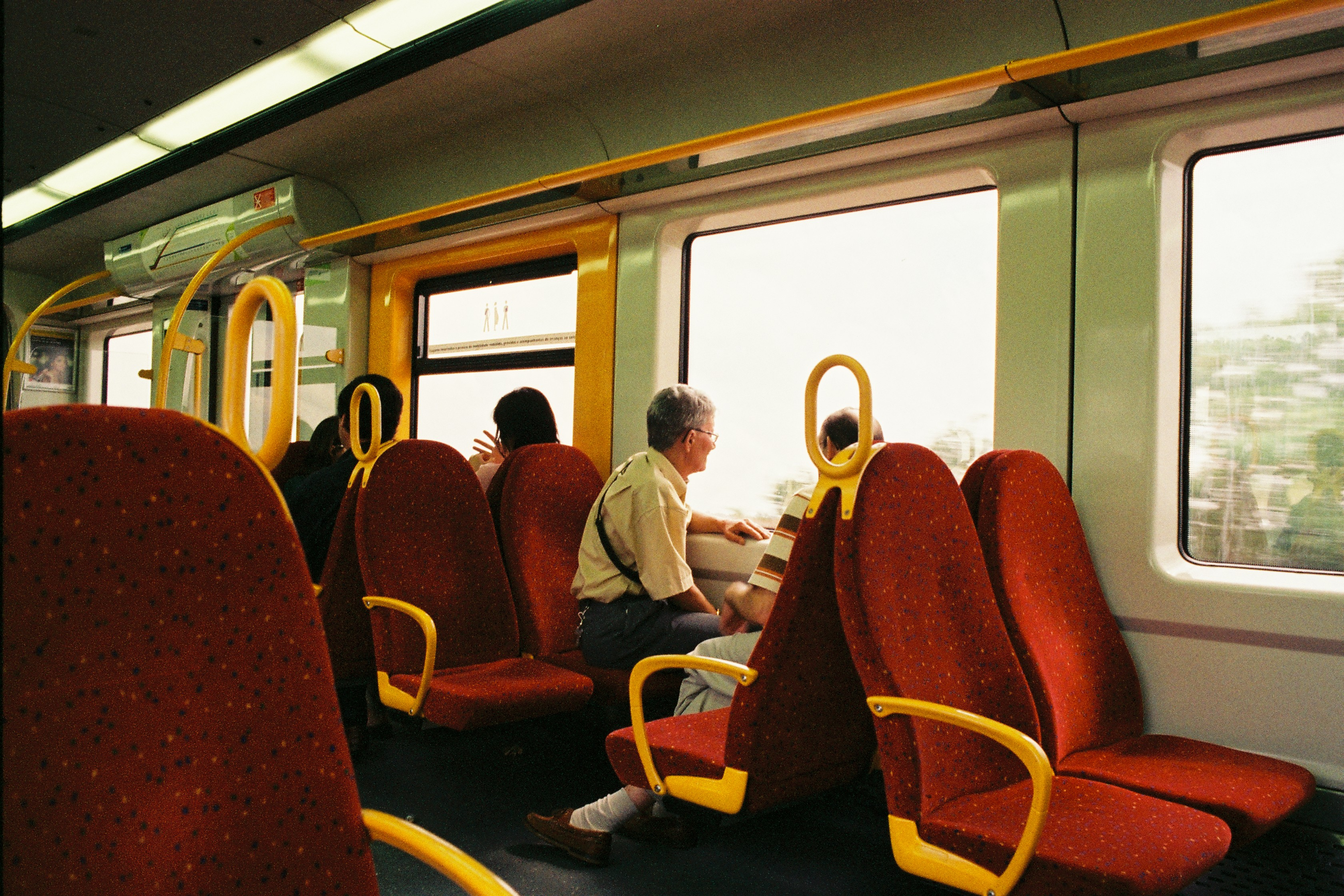
Interior de uma automotora da Série 3400.

A libré destas automotoras é predominatemente amarela. A estrutura metálica é composta por aço inoxidável austenítico; o exterior é formado por uma fina chapa de aço inoxidável, enquanto que o interior é forrado com uma capa de materiais isolantes, que aumentam o isolamento sonoro e térmico, e ocultam as estruturas da carroçaria, com os seus pontos de soldadura. Além disso, as rodas foram equipadas com um anel metálico, para absorver o ruído, tendo os testes realizados à velocidade máxima registado níveis de ruído inferiores a 70 dB no interior.
Os equipamentos para passageiros nas automotoras inclui um sistema de informações visual e sonoro, emissores de música ambiental, e vídeo vigilância. Os indicadores visuais estão instalados no interior e no exterior dos veículos, e permitem, entre outras informações, dar a conhecer o destino dos comboios, as paragens intermédias, de que lado irão ser abertas as portas na próxima paragem, as horas, e a temperatura externa. Outras informações, como mensagens especiais, podem ser transmitidas a partir de um posto de comando, através de um sistema GSM. Para os utentes de mobilidade reduzida, foram destinados lugares especiais nos extremos das automotoras, junto às cabinas de condução. Os assentos estão instalados de forma transversal, agrupados em conjuntos de dois frente-a-frente, e separados pelo corredor central, e estão seguros à parede lateral, sem quaisquer suportes no solo, para facilitar o uso de equipamentos de limpeza.

### Pesos e dimensões

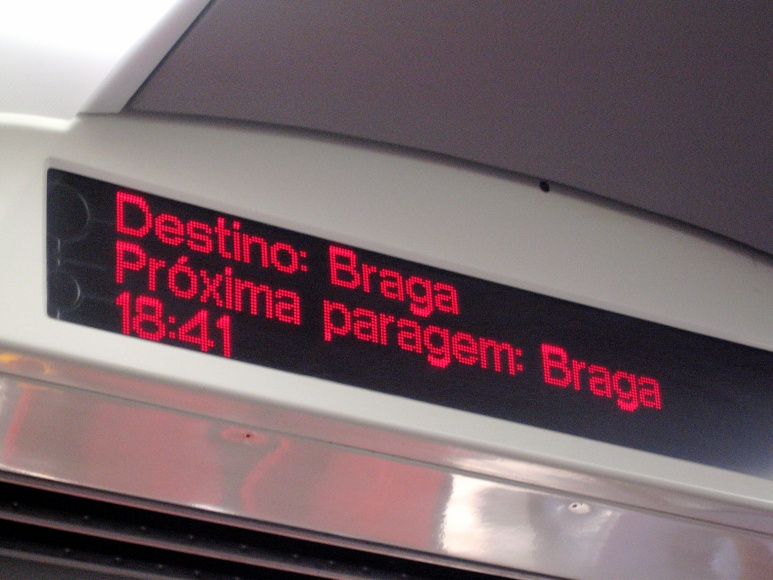
Equipamento de informação, no interior de uma automotora.

A automotora completa, com os quatro veículos e os cinco bogies, pesa cerca de 116 T, contando com um peso máximo de 19 T por eixo. O comprimento total é de 66.800 m, com uma altura de 3946 mm, e uma largura de 3122 mm. Os bogies estão preparados de raiz para uma bitola de 1668 mm, usando rodas com 850 mm de diâmetro.

### Sistemas de travagem e de segurança
Os equipamentos de travagem são constituídos por um freio eléctrico de recuperação, controlado de forma electrónica, um freio pneumático, e um freio de estacionamento; o freio eléctrico tem prioridade em relação ao pneumático, que pode ser utilizado para complementar a travagem de recuperação. Estes sistemas usam travões de disco, podendo o condutor, em caso de falha dos sistemas electrónicos, utilizar, de forma manual, o travão de ar comprimido; este tem capacidade para assegurar a travagem durante quatro horas. Um sistema electrónico aplica este travão inicialmente apenas nos bogies reboques, sendo activado, igualmente, nos bogies motorizados, se tal for necessário, e aproveitando sempre ao máximo a capacidade de aderência disponível.
Cada extremidade está preparada com dispositivos de absorção de energia, podendo suportar até 1500 kJ, em caso de embate, enquanto que a estrutura aguenta uma carga de compressão até 2000 kN. Estes valores foram baseados numa colisão entre dois comboios de massa semelhante, a uma velocidade relativa de 36 km/h. Os dispositivos de absorção são independentes do resto da estrutura da automotora, por forma a serem rapidamente retirados ou substituídos. Os veículos foram planeados de forma a que, em caso de colisão, as zonas destinadas aos passageiros e a cabine de condução se mantenham intactos.
Foram planeadas para deter uma disponibilidade de 100%, sem contar com as unidades em manutenção, prevendo-se que deveriam ocorrer, no máximo, quatro falhas por cada milhão de quilómetros percorridos, que deveriam ser resolvidas em menos de cinco minutos.

## História
Originalmente parte da família CP2000, esta série de automotoras foi reclassificada como Série 3400 pela operadora Comboios de Portugal. Foram construídas por um consórcio entre as empresas Siemens e Bombardier, tendo as partes mecânicas e a montagem final sido realizada nas instalações da Bombardier Transportation na Amadora, junto a Lisboa. Cada unidade completa custou cerca de 4,56 milhões de Euros, o que totalizou mais de 155 milhões de euros pela série. Esta série entrou ao serviço em 17 de Novembro de 2002, sendo destinada aos serviços suburbanos do Porto.

## Ficha técnica
Características de exploração

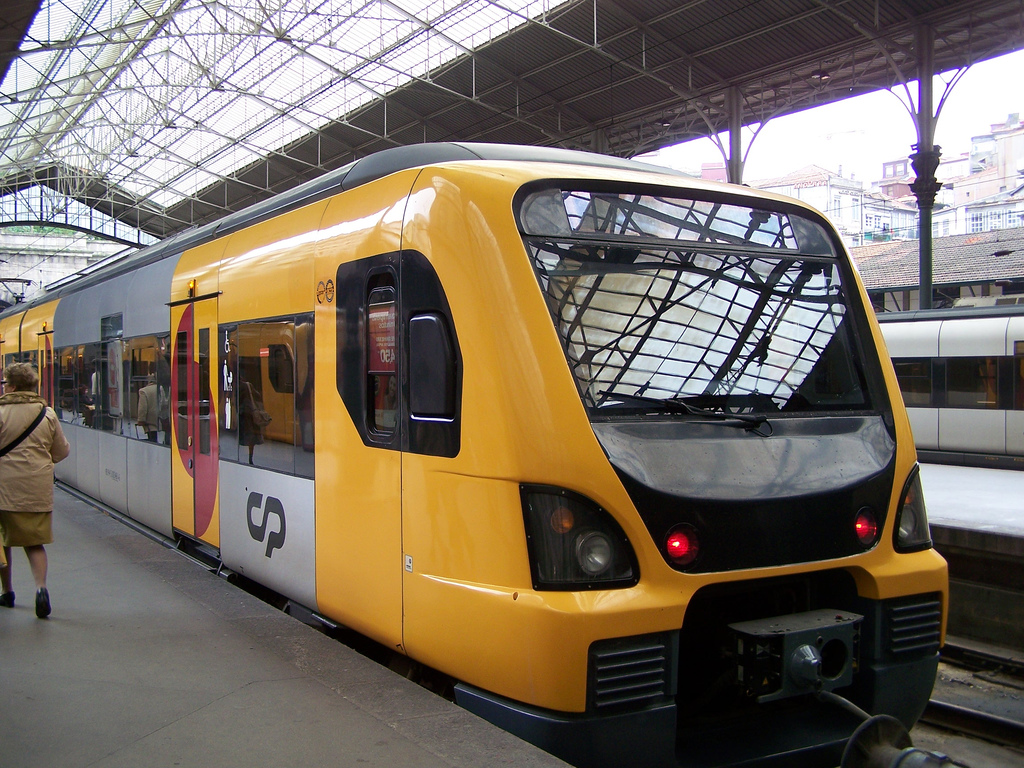
Automotora da Série 3400 na Estação de São Bento, no Porto.

- Natureza do serviço: Comboios Urbanos do Porto

- Bitola de via: 1668 mm[5]
- Tipo de tracção: Eléctrica[7]
- Tipo de composição: Unidade Quadrupla Eléctrica[7]
- Número de unidades construídas: 34[7][3]
- Ano de entrada ao serviço: 2002[7][3]
- Potência: 1400 kW[5]
- Transmissão:
  - Tipo: Eléctrica assíncrona[3]
- Esforço de tracção: 185 kN[7]
- Custo Estimado das 34 Automotoras: 155 Milhões €
- Velocidade máxima: 140 km/h[7][3]
- Tensão: 25 kV ~ 50 Hz[7]
- Dimensões:
  - Comprimento total: 15,060 m[8]
  - Altura: 3946 mm[5]
  - Largura: 3122 mm[5]
- Pesos:
  - Total: 116 t[5]
- Lotação:
  - Lugares sentados: 180[9]
  - Lugares em pé: 435[9]

### Lista de material
| :  | qt. | estado     |
| -- | --- | ---------- |
| ✔︎  | 34  | ao serviço |
| 34 | 34  | (total)    |

Atualizado em: 18/04/2024
| №    | : | a    | observações                                 |
| ---- | - | ---- | ------------------------------------------- |
| 3401 | ✔︎ | 2002 | Possui rampa de acesso a cadeiras de rodas. |
| 3402 | ✔︎ | 2002 |                                             |
| 3403 | ✔︎ | 2002 | Possui rampa de acesso a cadeiras de rodas. |
| 3404 | ✔︎ | 2002 | Possui rampa de acesso a cadeiras de rodas. |
| 3405 | ✔︎ | 2002 | Possui rampa de acesso a cadeiras de rodas. |
| 3406 | ✔︎ | 2002 | Possui rampa de acesso a cadeiras de rodas. |
| 3407 | ✔︎ | 2002 | Possui rampa de acesso a cadeiras de rodas. |
| 3408 | ✔︎ | 2002 |                                             |
| 3409 | ✔︎ | 2002 | Possui rampa de acesso a cadeiras de rodas. |
| 3410 | ✔︎ | 2002 | Possui rampa de acesso a cadeiras de rodas. |
| 3411 | ✔︎ | 2003 |                                             |
| 3412 | ✔︎ | 2003 | Possui rampa de acesso a cadeiras de rodas. |
| 3413 | ✔︎ | 2003 | Possui rampa de acesso a cadeiras de rodas. |
| 3414 | ✔︎ | 2003 | Possui rampa de acesso a cadeiras de rodas. |
| 3415 | ✔︎ | 2003 | Possui rampa de acesso a cadeiras de rodas. |
| 3416 | ✔︎ | 2003 |                                             |
| 3417 | ✔︎ | 2003 | Possui rampa de acesso a cadeiras de rodas. |
| 3418 | ✔︎ | 2003 | Possui rampa de acesso a cadeiras de rodas. |
| 3419 | ✔︎ | 2003 | Possui rampa de acesso a cadeiras de rodas. |
| 3420 | ✔︎ | 2003 | Possui rampa de acesso a cadeiras de rodas. |
| 3421 | ✔︎ | 2003 | Possui rampa de acesso a cadeiras de rodas. |
| 3422 | ✔︎ | 2003 |                                             |
| 3423 | ✔︎ | 2003 | Possui rampa de acesso a cadeiras de rodas. |
| 3424 | ✔︎ | 2003 | Possui rampa de acesso a cadeiras de rodas. |
| 3425 | ✔︎ | 2003 |                                             |
| 3426 | ✔︎ | 2003 | Possui rampa de acesso a cadeiras de rodas. |
| 3427 | ✔︎ | 2003 | Possui rampa de acesso a cadeiras de rodas. |
| 3428 | ✔︎ | 2004 | Possui rampa de acesso a cadeiras de rodas. |
| 3429 | ✔︎ | 2004 | Possui rampa de acesso a cadeiras de rodas. |
| 3430 | ✔︎ | 2004 | Possui rampa de acesso a cadeiras de rodas. |
| 3431 | ✔︎ | 2004 |                                             |
| 3432 | ✔︎ | 2004 | Possui rampa de acesso a cadeiras de rodas. |
| 3433 | ✔︎ | 2004 |                                             |
| 3434 | ✔︎ | 2004 | Possui rampa de acesso a cadeiras de rodas. |

## Numeração UIC
- Carruagem IA300 : 9 0 94 9 193401 a 9 0 94 9 193434
- Carruagem IA400 : 9 0 94 9 193451 a 9 0 94 9 193484
- Carruagem EA100 : 9 0 94 5 003401 a 9 0 94 5 003434
- Carruagem EA200 : 9 0 94 5 003451 a 9 0 94 5 003484